# Hesdát-patak
A Hesdát-patak (Hăşdate) egy kis folyó Romániában, Kolozs megyében, az Erdélyi-középhegységben.

## Leírása

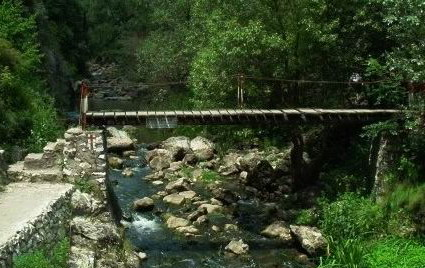
Függőhíd a patak felett a Tordai hasadékban

A Hesdát-patak az Aranyos bal oldali mellékfolyója. A patak átfolyik Tordaszentlászló, Csürülye és Magyarpeterd településeken, és Sinfalvával szemben, Tordától délnyugatra torkollik az Aranyosba. a Hesdát-patakot több kisebb patak is táplálja, köztük Dumbrava Filei, Szelistye, Mikes, Negoteasa, Egres és Peterd. A Hesdát-patak átfolyik a Tordai-hasadék kb. 2 km hosszú keskeny szurdokán is.
A patak fölött húzódó hasadék két oldalán a Peterdi-gerinc és a Kövesbérc-Szindi mészkőgerinc 250-300 méter magas sziklafalai húzódnak. A falakban 32 feltárt barlang van, ezek közöl a legnagyobb a Porlik-barlang (75 méter hosszú, 19 méter széles és 11 méter magas).